# Hannoverscher Sportverein von 1896 1994-1995
Questa voce raccoglie le informazioni riguardanti l'Hannoverscher Sportverein von 1896 nelle competizioni ufficiali della stagione 1994-1995.

## Stagione
Nella stagione 1994-1995 l'Hannover, allenato da Rolf Schafstall, Stefan Mertesacker, Peter Neururer e Milos Đelmaš, concluse il campionato di 2. Bundesliga al 12º posto. In Coppa di Germania l'Hannover fu eliminato al secondo turno dal Saarbrücken.

## Rosa
| N. |                     | Ruolo | Calciatore          |
| -- | ------------------- | ----- | ------------------- |
| 1  | Germania (bandiera) | P     | Jörg Sievers        |
|    | Germania (bandiera) | P     | Carsten Eisenmenger |
|    | Germania (bandiera) | D     | Stefan Emmerling    |
|    | Germania (bandiera) | D     | Jörg-Uwe Klütz      |
|    | Germania (bandiera) | D     | Mathias Kuhlmey     |
|    | Germania (bandiera) | D     | Steffen Menze       |
|    | Germania (bandiera) | D     | Roger Prinzen       |
|    | Germania (bandiera) | D     | Matthias Weise      |
|    | Germania (bandiera) | C     | Christof Babatz     |
|    | Germania (bandiera) | C     | Reinhold Daschner   |
|    | Germania (bandiera) | C     | Marco Dehne         |
|    | Germania (bandiera) | C     | Frank Ellermann     |
|    | Germania (bandiera) | C     | Martin Groth        |
|    | Germania (bandiera) | C     | Michael Harforth    |
|    | Germania (bandiera) | C     | Uwe Harttgen        |

| N. |                     | Ruolo | Calciatore          |
| -- | ------------------- | ----- | ------------------- |
|    | Germania (bandiera) | C     | Günter Hermann      |
|    | Polonia (bandiera)  | C     | Andrzej Kobylański  |
|    | Germania (bandiera) | C     | Jürgen Luginger     |
|    | Germania (bandiera) | C     | Christiaan Pförtner |
|    | Germania (bandiera) | C     | Niels Schlotterbeck |
|    | Germania (bandiera) | C     | Stefan Studer       |
|    | Germania (bandiera) | C     | Andreas Winkler     |
|    | Germania (bandiera) | A     | Mario Block         |
|    | Germania (bandiera) | A     | Markus Erdmann      |
|    | Germania (bandiera) | A     | Torsten Gütschow    |
|    | Germania (bandiera) | A     | Carsten Mütze       |
|    | Nigeria (bandiera)  | A     | Boniface Okafor     |
|    | Germania (bandiera) | A     | Christian Schäfer   |
|    | Germania (bandiera) | A     | Lothar Sippel       |

## Organigramma societario
Area tecnica
- Allenatore: Milos Đelmaš
- Allenatore in seconda:
- Preparatore dei portieri:
- Preparatori atletici:

## Calciomercato

### Sessione estiva
| Acquisti | Acquisti            | Acquisti           | Acquisti |
| R.       | Nome                | da                 | Modalità |
| -------- | ------------------- | ------------------ | -------- |
| A        | Mario Block         | Fortuna Düsseldorf |          |
| A        | Markus Erdmann      | VfL Nordstemmen    |          |
| A        | Torsten Gütschow    | Carl Zeiss Jena    |          |
| C        | Uwe Harttgen        | Werder Brema       |          |
| C        | Andrzej Kobylański  | TeBe Berlino       |          |
| D        | Roger Prinzen       | Wattenscheid 09    |          |
| C        | Niels Schlotterbeck | Monaco 1860        |          |
| A        | Lothar Sippel       | Borussia Dortmund  |          |
| C        | Stefan Studer       | Wattenscheid 09    |          |

| Cessioni | Cessioni            | Cessioni        | Cessioni |
| R.       | Nome                | a               | Modalità |
| -------- | ------------------- | --------------- | -------- |
| A        | André Breitenreiter | Amburgo         |          |
| C        | Theo Gries          | TeBe Berlino    |          |
| C        | Andreas Heraf       | Rapid Vienna    |          |
| A        | Rocco Milde         | Hansa Rostock   |          |
| D        | Uche Okafor         | União Leiria    |          |
| D        | Dejan Raičković     | Carl Zeiss Jena |          |
| D        | Lars Reuther        | Havelse         |          |
| D        | Christian Schulz    | Werder Brema II |          |
| D        | Axel Sundermann     | Friburgo        |          |
| A        | Niclas Weiland      | St. Pauli       |          |

### Sessione invernale
| Acquisti | Acquisti         | Acquisti        | Acquisti |
| R.       | Nome             | da              | Modalità |
| -------- | ---------------- | --------------- | -------- |
| D        | Stefan Emmerling | Wattenscheid 09 |          |

| Cessioni | Cessioni | Cessioni | Cessioni |
| R.       | Nome     | a        | Modalità |
| -------- | -------- | -------- | -------- |

## Risultati

### 2. Bundesliga

#### Girone di andata
| Arbitro: | Müller |

|             |           |  |
| Pförtner 6’ | Marcatori |  |

| Arbitro: | Werthmann |

|                                     |           |              |
| Heidrich 26’ Bärwolf 33’ Rische 70’ | Marcatori | 53’ Gütschow |

| Arbitro: | Pohlmann |

|  |           |                                       |
|  | Marcatori | 6’ Cyroń 54’ Glavaš 64’ (aut.) Studer |

| Arbitro: | Prengel |

|             |           |              |
| Meißner 52’ | Marcatori | 55’ Harttgen |

| Hannover 18 settembre 1994, ore 15:00 CEST 5ª giornata | Hannover 96 | 0 – 0 referto | Saarbrücken | Niedersachsenstadion (5 300 spett.)\| Arbitro: \| Fleske \| |
| Arbitro:                                               | Fleske      |               |             |                                                             |

| Arbitro: | Hauer |

|                       |           |                |
| Wolters 19’ Reina 40’ | Marcatori | 38’ Kobylański |

| Arbitro: | Koop |

|            |           |                                        |
| de Wit 65’ | Marcatori | 34’ Studer 36’ Kobylański 56’ Gütschow |

| Arbitro: | Hotop |

|                                                                                |           |                                             |
| Kobylański 6’ Golke 42’ (aut.) Sippel 54’ Daschner 61’ Studer 73’ Gütschow 86’ | Marcatori | 20’ Gunnlaugsson 67’ Golke 88’ Gunnlaugsson |

| Arbitro: | Kiefer |

|                     |           |  |
| Richter 36’ Isa 79’ | Marcatori |  |

| Arbitro: | Domurat |

|  |           |              |
|  | Marcatori | 71’ Savichev |

| Arbitro: | Dehmelt |

|                                  |           |                             |
| Klopp 2’ Brinkmann 11’ Weiss 56’ | Marcatori | 58’ Gütschow 89’ Kobylański |

| Arbitro: | Wezel |

|            |           |             |
| Sippel 79’ | Marcatori | 67’ Viertel |

| Arbitro: | Leimert |

|                   |           |                |
| Grevelhörster 68’ | Marcatori | 57’ Kobylański |

| Arbitro: | Stark |

|                                          |           |                          |
| Sippel 1’ Gütschow 21’, 74’ Daschner 43’ | Marcatori | 24’, 84’ Simon 89’ Linke |

| Arbitro: | Albrecht |

|                  |           |              |
| Meißner 19’, 23’ | Marcatori | 75’ Gütschow |

| Arbitro: | Fandel |

|                         |           |           |
| Gütschow 29’ Studer 72’ | Marcatori | 13’ Milde |

| Arbitro: | Domurat |

|                     |           |                      |
| Epp 78’ Kirsten 81’ | Marcatori | 15’ (aut.) Nachtweih |

#### Girone di ritorno
| Arbitro: | Fleischer |

|           |           |  |
| Bujan 31’ | Marcatori |  |

| Arbitro: | Friedrichs |

|              |           |            |
| Daschner 13’ | Marcatori | 66’ Wittke |

| Arbitro: | Fandel |

|            |           |              |
| Buncol 10’ | Marcatori | 76’ Gütschow |

| Arbitro: | Leimert |

|            |           |                                      |
| Sippel 61’ | Marcatori | 32’ Aračić 53’ Veit 70’, 83’ Meißner |

| Arbitro: | Haupt |

|                                        |           |  |
| Stickroth 16’ Radványi 32’ Nowotny 90’ | Marcatori |  |

| Arbitro: | Brandt-Chollé |

|  |           |             |
|  | Marcatori | 77’ Wolters |

| Arbitro: | Koop |

|                               |           |                |
| Kobylański 49’, 58’, 62’, 83’ | Marcatori | 57’ Svinggaard |

| Norimberga 7 aprile 1995, ore 20:00 CEST 25ª giornata | Norimberga | 0 – 0 referto | Hannover 96 | Frankenstadion (15 500 spett.)\| Arbitro: \| Gettke \| |
| Arbitro:                                              | Gettke     |               |             |                                                        |

| Arbitro: | Müller |

|                                               |           |             |
| Menze 30’ Daschner 35’ Gütschow 77’ Dehne 87’ | Marcatori | 86’ Richter |

| Arbitro: | Krug |

|            |           |             |
| Driller 7’ | Marcatori | 57’ Prinzen |

| Arbitro: | Prengel |

|                           |           |  |
| Harttgen 26’ Daschner 45’ | Marcatori |  |

| Arbitro: | Hotop |

|            |           |             |
| Tipold 75’ | Marcatori | 42’ Hermann |

| Arbitro: | Fleske |

|                                                                                |           |  |
| Harttgen 1’ Gütschow 4’, 55’ Conrad 49’ (aut.) Erdmann 71’, 85’ Kobylański 87’ | Marcatori |  |

| Arbitro: | Dörr |

|  |           |                             |
|  | Marcatori | 75’ Kobylański 90’ Gütschow |

| Arbitro: | Stark |

|              |           |           |
| Gütschow 69’ | Marcatori | 89’ Reich |

| Arbitro: | Berg |

|                                     |           |  |
| Milde 40’ Baumgart 52’ Beinlich 86’ | Marcatori |  |

| Arbitro: | Fischer |

|                   |           |                          |
| Gütschow 10’, 41’ | Marcatori | 61’ Järvinen 67’ Kirsten |

### Coppa di Germania
| Arbitro: | Jansen |

|  |           |                                                                 |
|  | Marcatori | 51’ Daschner 61’ Groth 63’ Gütschow 66’ Harttgen 83’ Kobylański |

| Arbitro: | Dardenne |

|  |           |                       |
|  | Marcatori | 45’ Götz 84’ Schmugge |

## Statistiche

### Statistiche di squadra
| Competizione      | Punti | In casa | In casa | In casa | In casa | In casa | In casa | In trasferta | In trasferta | In trasferta | In trasferta | In trasferta | In trasferta | Totale | Totale | Totale | Totale | Totale | Totale | DR |
| Competizione      | Punti | G       | V       | N       | P       | Gf      | Gs      | G            | V            | N            | P            | Gf           | Gs           | G      | V      | N      | P      | Gf     | Gs     | DR |
| ----------------- | ----- | ------- | ------- | ------- | ------- | ------- | ------- | ------------ | ------------ | ------------ | ------------ | ------------ | ------------ | ------ | ------ | ------ | ------ | ------ | ------ | -- |
| 2. Bundesliga     | 41    | 17      | 8       | 5       | 4       | 36      | 23      | 17           | 2            | 6            | 9            | 16           | 27           | 34     | 10     | 11     | 13     | 52     | 50     | +2 |
| Coppa di Germania | -     | 1       | 0       | 0       | 1       | 0       | 2       | 1            | 1            | 0            | 0            | 5            | 0            | 2      | 1      | 0      | 1      | 5      | 2      | +3 |
| Totale            | 41    | 18      | 8       | 5       | 5       | 36      | 25      | 18           | 3            | 6            | 9            | 21           | 27           | 36     | 11     | 11     | 14     | 57     | 52     | +5 |

### Andamento in campionato
| Giornata  | 1 | 2  | 3  | 4  | 5  | 6  | 7  | 8 | 9  | 10 | 11 | 12 | 13 | 14 | 15 | 16 | 17 | 18 | 19 | 20 | 21 | 22 | 23 | 24 | 25 | 26 | 27 | 28 | 29 | 30 | 31 | 32 | 33 | 34 |
| --------- | - | -- | -- | -- | -- | -- | -- | - | -- | -- | -- | -- | -- | -- | -- | -- | -- | -- | -- | -- | -- | -- | -- | -- | -- | -- | -- | -- | -- | -- | -- | -- | -- | -- |
| Luogo     | C | T  | C  | T  | C  | T  | T  | C | T  | C  | T  | C  | T  | C  | T  | C  | T  | T  | C  | T  | C  | T  | C  | C  | T  | C  | T  | C  | T  | C  | T  | C  | T  | C  |
| Risultato | V | P  | P  | N  | N  | P  | V  | V | P  | P  | P  | N  | N  | V  | P  | V  | P  | P  | N  | N  | P  | P  | P  | V  | N  | V  | N  | V  | N  | V  | V  | N  | P  | N  |
| Posizione | 5 | 11 | 14 | 13 | 12 | 15 | 13 | 9 | 11 | 13 | 16 | 16 | 16 | 14 | 15 | 14 | 16 | 16 | 15 | 15 | 16 | 17 | 17 | 17 | 17 | 16 | 16 | 15 | 15 | 12 | 12 | 12 | 12 | 12 |

Legenda:

Luogo: C = Casa; T = Trasferta. Risultato: V = Vittoria; N = Pareggio; P = Sconfitta.

### Statistiche dei giocatori
| Giocatore        | 2. Bundesliga | 2. Bundesliga | 2. Bundesliga | 2. Bundesliga | Coppa di Germania | Coppa di Germania | Coppa di Germania | Coppa di Germania | Totale   | Totale | Totale      | Totale     |
| Giocatore        | Presenze      | Reti          | Ammonizioni   | Espulsioni    | Presenze          | Reti              | Ammonizioni       | Espulsioni        | Presenze | Reti   | Ammonizioni | Espulsioni |
| ---------------- | ------------- | ------------- | ------------- | ------------- | ----------------- | ----------------- | ----------------- | ----------------- | -------- | ------ | ----------- | ---------- |
| C. Babatz        | 15            | 0             | 3             | 0             | 1                 | 0                 | 0                 | 0                 | 16       | 0      | 3           | 0          |
| M. Block         | 0             | 0             | 0             | 0             | 0                 | 0                 | 0                 | 0                 | 0        | 0      | 0           | 0          |
| R. Daschner      | 27            | 5             | 8             | 1             | 2                 | 1                 | 0                 | 0                 | 29       | 6      | 8           | 1          |
| M. Dehne         | 13            | 1             | 1             | 0             | 0                 | 0                 | 0                 | 0                 | 13       | 1      | 1           | 0          |
| C. Eisenmenger   | 2             | 0             | 0             | 0             | 1                 | 0                 | 0                 | 0                 | 3        | 0      | 0           | 0          |
| F. Ellermann     | 1             | 0             | 0             | 0             | 0                 | 0                 | 0                 | 0                 | 1        | 0      | 0           | 0          |
| S. Emmerling     | 14            | 0             | 4             | 1             | 0                 | 0                 | 0                 | 0                 | 14       | 0      | 4           | 1          |
| M. Erdmann       | 3             | 2             | 0             | 0             | 1                 | 0                 | 0                 | 0                 | 4        | 2      | 0           | 0          |
| M. Groth         | 22            | 0             | 1             | 0             | 2                 | 1                 | 0                 | 0                 | 24       | 1      | 1           | 0          |
| T. Gütschow      | 33            | 16            | 4             | 0             | 2                 | 1                 | 0                 | 0                 | 35       | 17     | 4           | 0          |
| M. Harforth      | 2             | 0             | 0             | 0             | 0                 | 0                 | 0                 | 0                 | 2        | 0      | 0           | 0          |
| U. Harttgen      | 30            | 3             | 4             | 0             | 2                 | 1                 | 0                 | 0                 | 32       | 4      | 4           | 0          |
| G. Hermann       | 30            | 1             | 4             | 0             | 1                 | 0                 | 0                 | 0                 | 31       | 1      | 4           | 0          |
| J. Klütz         | 12            | 0             | 3             | 0             | 2                 | 0                 | 2                 | 0                 | 14       | 0      | 5           | 0          |
| A. Kobylański    | 32            | 11            | 2             | 0             | 2                 | 1                 | 1                 | 0                 | 34       | 12     | 3           | 0          |
| M. Kuhlmey       | 0             | 0             | 0             | 0             | 0                 | 0                 | 0                 | 0                 | 0        | 0      | 0           | 0          |
| J. Luginger      | 15            | 0             | 3             | 0             | 0                 | 0                 | 0                 | 0                 | 15       | 0      | 3           | 0          |
| S. Menze         | 18            | 1             | 4             | 0             | 1                 | 0                 | 0                 | 0                 | 19       | 1      | 4           | 0          |
| C. Mütze         | 0             | 0             | 0             | 0             | 0                 | 0                 | 0                 | 0                 | 0        | 0      | 0           | 0          |
| B. Okafor        | 0             | 0             | 0             | 0             | 0                 | 0                 | 0                 | 0                 | 0        | 0      | 0           | 0          |
| C. Pförtner      | 5             | 1             | 3             | 0             | 1                 | 0                 | 1                 | 0                 | 6        | 1      | 4           | 0          |
| R. Prinzen       | 30            | 1             | 6             | 0             | 2                 | 0                 | 1                 | 0                 | 32       | 1      | 7           | 0          |
| N. Schlotterbeck | 22            | 0             | 6             | 0             | 1                 | 0                 | 0                 | 0                 | 23       | 0      | 6           | 0          |
| C. Schäfer       | 6             | 0             | 0             | 0             | 0                 | 0                 | 0                 | 0                 | 6        | 0      | 0           | 0          |
| J. Sievers       | 32            | 0             | 0             | 0             | 1                 | 0                 | 0                 | 0                 | 33       | 0      | 0           | 0          |
| L. Sippel        | 20            | 4             | 4             | 2             | 1                 | 0                 | 0                 | 0                 | 21       | 4      | 4           | 2          |
| S. Studer        | 32            | 3             | 9             | 0             | 2                 | 0                 | 0                 | 0                 | 34       | 3      | 9           | 0          |
| M. Weise         | 22            | 0             | 4             | 1             | 1                 | 0                 | 0                 | 0                 | 23       | 0      | 4           | 1          |
| A. Winkler       | 0             | 0             | 0             | 0             | 0                 | 0                 | 0                 | 0                 | 0        | 0      | 0           | 0          |